# Parque Nacional Quttinirpaaq

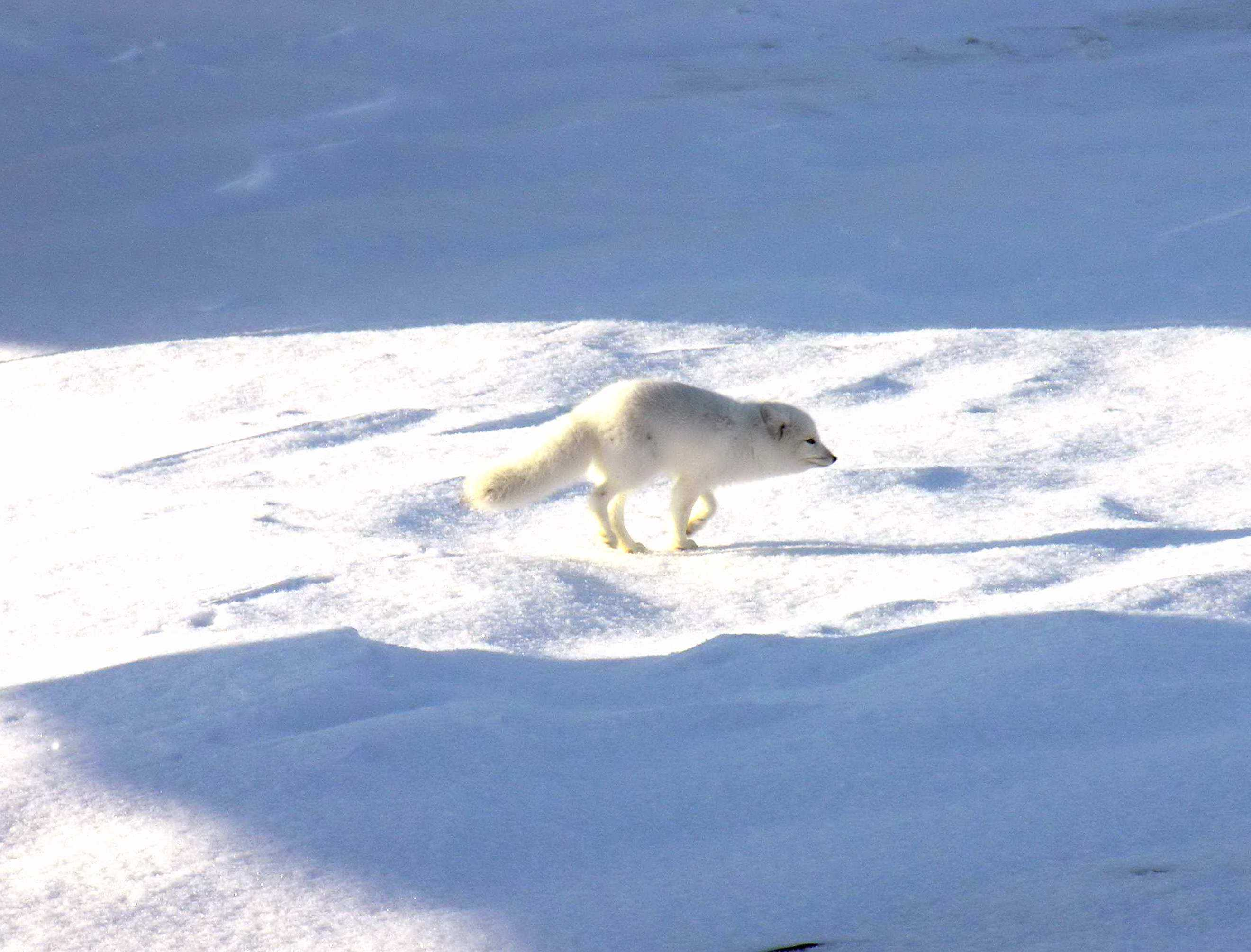
Raposa do Ártico no deserto polar de Quttinirpaaq.

O Parque Nacional Quttinirpaaq (anteriormente chamado de Ellesmere Island National Park Reserve [carece de fontes?]) localiza-se no nordeste da Ilha Ellesmere no território de Nunavut no Canadá.
O parque foi fundado em 1988, é um deserto polar, e cobre uma área de aproximadamente 38 mil quilômetros, sendo o segundo maior parque canadense em extensão. Na língua nativa tongue o termo quttinirpaaq significa "topo do mundo".